# Sinfjötli

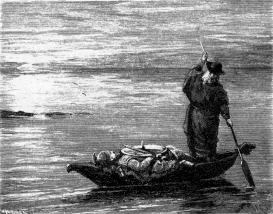
Odino mentre porta Sinfjötli morto nel Valhalla

Sinfjötli (in norreno) o Fitela (in inglese antico) era un personaggio nella mitologia norrena nato da una relazione incestuosa tra Sigmund e sua sorella Signy. Aveva come fratellastri Sigurd, Helgi Hundingsbane e Hamund.
Nel Beowulf, Fitela è il nipote di Sigmund, mentre la Saga di Volsung lo descrive sia come figlio di Sigmund che come suo nipote, circostanza dovuta alla natura incestuosa del concepimento.
La madre di Sinfjötli, Signy, aveva sposato il re dei Geati Siggeir che le aveva assassinato slealmente l'intero clan fino a che non era rimasto solo Sigmund. Signy allora si vestì come una giovane Vǫlva (strega, sciamana) che visitò Sigmund e dormì con lui. Successivamente diede a Sigmund un figlio, Sinfjötli, che avrebbe dovuto vendicare il loro clan assieme a Sigmund uccidendo Siggeir.
Sigmund e Sinfjötli andarono nella Terra degli Unni dove Sigmund venne proclamato loro re. Sigmund sposò Borghild ed ebbe i figli Helgi Hundingsbane e Hamund. Borghild era gelosa e odiava Sinfjötli, cosa della quale Sinfjötli era a conoscenza. In maniera tale di sbarazzarsi di lui, diede a Sigmund tre coppe di vino, l'ultima della quale conteneva veleno. Dopo aver visto suo padre bere due delle coppe, Sinfjötli bevve la terza e morì.
Sigmund portò il corpo di suo figlio ai fiordi, dove incontrò Odino mascherato da traghettatore. Odino disse che poteva trasportare solo un passeggero alla volta e prese per primo il corpo di Sinfjötli. Usciti dall'acqua, Odino e Sinfjötli sparirono e andarono nel Valhalla. Sigmund tornò a casa e cacciò Borghild.
Nel Primo Poema di Helgi Hundingsbane, dall'Edda poetica, Gudmund accusa Sinfjötli di essere un licantropo.